# Adolfo López Mateos, Yanga
Adolfo López Mateos är en ort i Mexiko.   Den ligger i kommunen Yanga och delstaten Veracruz, i den sydöstra delen av landet, 250 km öster om huvudstaden Mexico City. Adolfo López Mateos ligger 474 meter över havet och antalet invånare är 880.
Terrängen runt Adolfo López Mateos är varierad, och sluttar österut. Runt Adolfo López Mateos är det ganska tätbefolkat, med 129 invånare per kvadratkilometer. Närmaste större samhälle är Córdoba, 16,2 km nordväst om Adolfo López Mateos. Trakten runt Adolfo López Mateos består till största delen av jordbruksmark.